# Tmarus yani
Tmarus yani är en spindelart som beskrevs av Yin et al. 2004. Tmarus yani ingår i släktet Tmarus och familjen krabbspindlar. Inga underarter finns listade i Catalogue of Life.